# Svenska OCD-förbundet

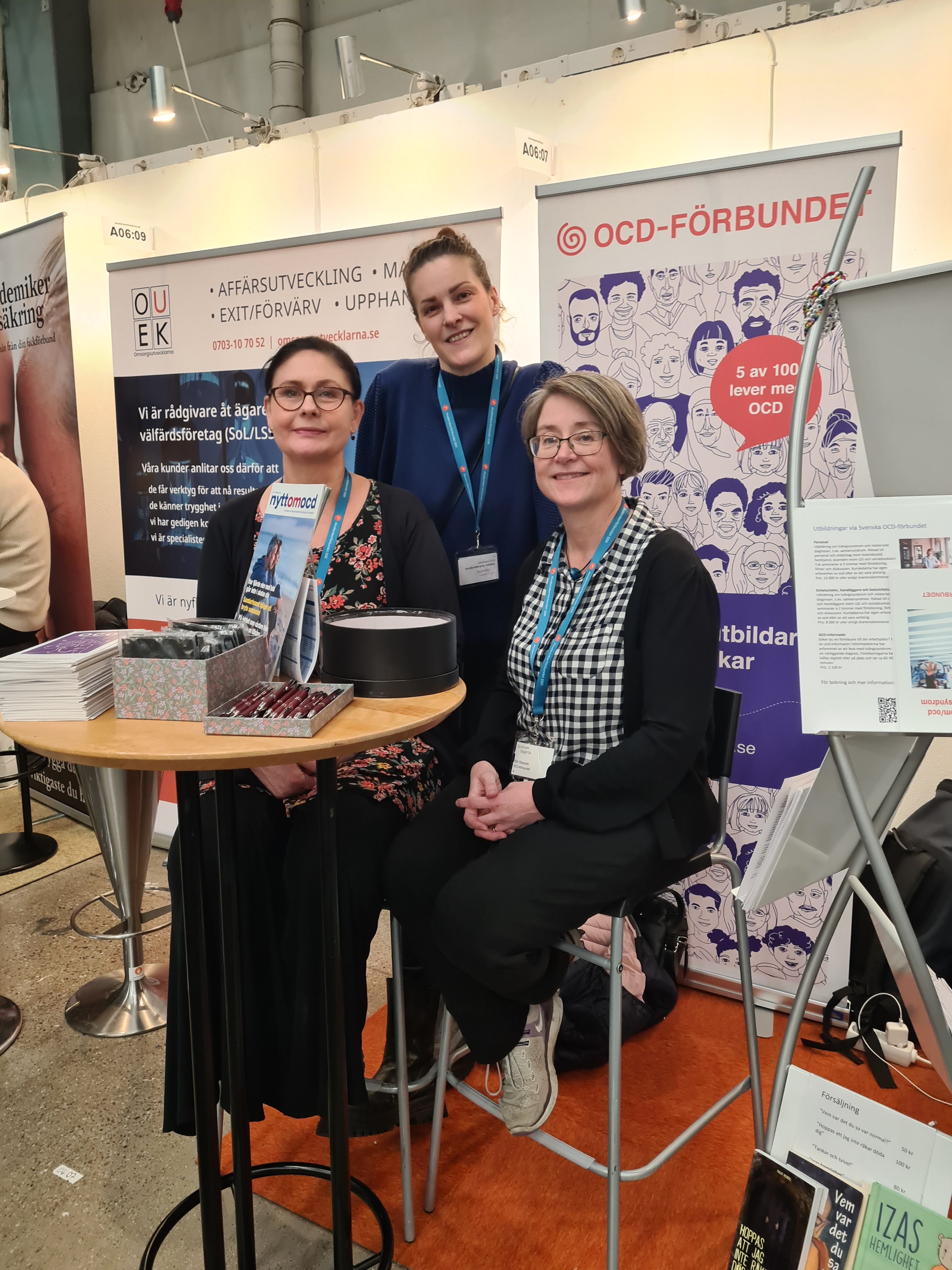
En viktig uppgift är att sprida kunskap om ocd och närliggande diagnoser.

Svenska OCD-förbundet är en ideell funktionsrättsorganisation för personer med OCD (Obsessive Compulsive Disorder), tvångssyndrom, och deras närstående i Sverige. Man beräknar att omkring en kvarts miljon svenskar lider av ocd, men mörkertalet är stort. Tidig upptäckt och rätt hjälp är avgörande faktorer för att minska lidandet. OCD-förbundet arbetar för att sprida kunskap om ocd (som inkluderar både tvångshandlingar och tvångstankar) och dess närliggande diagnoser samlarsyndrom, trichotillomani (tvångsmässig hårryckning), dermatillomani (tvångsmässigt plockande av huden) och dysmorfofobi (BDD, body dysmorphic disorder).  
Förbundet och dess lokalföreningar erbjuder stöd i form av stödgrupper, föreläsningar, sommarläger och kurser för vård, skola och omsorg, till exempel utbildningar för boendestödjare, lärare och hemtjänstpersonal.
OCD-förbundet ger också ut tidningen ”Nytt om OCD” fyra gånger per år. Förbundet har knappt 3 000 medlemmar och deltar i flera samarbetsorganisationer som till exempel NSPH (Nationell Samverkan för Psykisk Hälsa) och Funktionsrätt Sverige samt påverkansgrupper regionalt och lokalt, gentemot till exempel landsting och andra vårdgivare. 
Föreningen, som tidigare hette Svenska OCD-förbundet Ananke, grundades 1989 av bland andra framlidne professorn Per Mindus och har sitt säte i Stockholm. Ordet Ananke, som ingick i föreningens namn och är grekiska för nödvändighet, var i grekisk mytologi (romersk motsvarighet: Necessitas) dotter till guden Zeus.

## Ordförande
- 2021–2023 Helena Rönnberg
- 2019–2021 Lena Nilsson
- 2018–2019 Gunilla Ekholm (tf ordförande)
- 2017–2018 Bo Jakobsson
- 2012–2017 Katriina Hugosson
- 2010–2012 Elisabeth Bäärnhielm Pousette